# 今西建太
今西 建太（いまにし けんた、1983年9月26日 - ）は、日本の実業家、株式会社デイアライブ代表取締役CEO。愛知県名古屋市生まれ、京都府在住。立命館宇治高等学校、立命館大学産業社会学部卒業。趣味は、音楽・映画・サッカー・ゴルフ。

## 経歴
- 2006年、立命館大学卒業後、ソフトバンクへ入社
- 2010年、はてなへ入社
- 2011年7月、Webプロモーションの企画・制作・支援を行う株式会社デイアライブを設立
- 2012年、経済産業省後援事業 ドリームゲートアドバイザー[1]、KDDI株式会社協賛 経営顧問サービスSmaBI Webマーケティングコンサルタント[2]に選出
- 2013年、世界経済フォーラム Global Shaper (Kyoto Hub)[3] に選出